# Geoff Downes
Geoffrey „Geoff” Downes (Stockport, Cheshire, Anglia, 1952. augusztus 25.) angol billentyűs, dalszerző, producer. Leginkább az Asia és a The Buggles billentyűseként ismert, de 1980-ban a Yes tagja is volt. Egyszer bekerült a Guinness Világrekordok könyvébe; ő használta egyszerre egy előadáson a legtöbb billentyűs hangszert, 28-at.

## Élete
Muzikális családban nőtt fel, apja templomi orgonista, anyja zongorista volt. Ő is a billentyűs hangszerek felé fordult, és számos helyi együttesben játszott. Miután befejezte tanulmányait a Stockport Grammar Schoolban, a leedsi zenei főiskolán tanult tovább. Vizsgáit követően Londonba költözött, ahol sessionzenészként dolgozott és reklámzenéket szerzett.
1976-ban találkozott Trevor Hornnal, mialatt Tina Charles popénekesnő együttesébe próbált bekerülni, később az énekessel közösen alkották a The Bugglest. Rendkívüli sikert értek el Video Killed the Radio Star című kislemezükkel, ami az Island Records első Number One-ja volt az Egyesült Királyságban. A dal videója volt az első, amit az 1981 augusztusában induló MTV-n leadtak.
A Buggles sikere odáig vezetett, hogy Downes és Horn egy album (Drama) és az utána következő turné erejére csatlakozott a Yeshez. Meglepő módon Downes volt az együttes első olyan tagja, aki zenei diplomával rendelkezett. 1981 elején feloszlott a Yes, de Downes a gitárossal, Steve Howe-val, valamint Carl Palmerrel (Emerson, Lake & Palmer) és John Wetton-nel (King Crimson) együtt megalapította az Asiát. Azonnal világsikert értek el Asia című debütáló lemezükkel (1982). Downes karrierje ezóta nagyrészt az Asiára épült. Sok éven át ő volt az egyetlen alapító tag az együttesben, de az elmúlt időszakban újra összeállt Wetton-nel, hogy kiadják Icon és Icon II című albumaikat.
Azon kívül, hogy az Asiával dolgozott, sok szólóalbumot vett fel. Sok más előadóval is szerepelt, így például Glenn Hughes-zal a Trapeze 1991-es koncertútján, amit követően kiadták a Welcome to the Real World című élő albumot, s kis szerepet vállalt Kate Bushon 'Sat in Your Lap lemezén. 2005-ben csatlakozott Alan White együtteséhez, a White-hoz.
Producerként dolgozott olyan művészek mellett, mint Mike Oldfield, a The Thompson Twins és a GTR. Dalszerzőként közreműködött Agnetha Fältskog (ABBA) és Styles rapper lemezein. Az Anderson Bruford Wakeman Howeon is társszerzőként van feltüntetve, mert Howe átvett néhány zenei ötletet az Asia lemezeiről. 2006-ban a Heat of the Moment című Asia-dal volt a kasszasikert hozó film, a 40 éves szűz első betétdala.
Jelenleg az újraegyesült Asiával turnézik, jövőre tervezik az új stúdióalbum megjelentetését.

## Ride the Tiger
A Ride the Tiger Downes és Greg Lake közös projektje volt. A duó Lake rövid Asia-beli tartózkodása alatt dolgozott együtt és vett fel egy kevés anyagot. Dobon Michael Giles játszott, Lake korábbi társa a King Crimsonban. Az anyagból semmit sem adtak ki, bár később néhány szám megjelent Lake best of lemezein (From The Beginning – The Greg Lake Retrospective (1997) és From the Underground Vol. II – Deeper Into the Mine), s egy részét újradolgozták az Asia Aqua és az ELP Black Moon című albumain.

## Érdekességek
Egy 2006-os interjúban elmondta, hogy három billentyűs volt rá különösen nagy befolyással: Rick Wakeman (Yes), Keith Emerson (ELP), s legfőképpen Dave Sinclair (Caravan). Ugyanebben a beszélgetésben elárulta, hogy kedvenc Asia-számai az Only Time Will Tell, a Wildest Dreams, az Open Your Eyes és a Voice of America.
Megemlítendő továbbá, hogy az első kérdésre – "Mondanál valamit azoknak, akik nem ismerik az Asiát?" – így válaszolt:

## Diszkográfia

### Szólólemezei
- The Light Program, 1987
- Vox Humana, 1992
- Welcome to the Real World a Trapeze együttessel, 1993
- Evolution, 1996
- Glenn Hughes/Downes: The Work Tapes, 1998
- The World Service, 2000
- Shadows & Reflections, 2003
- The Collection, 2003
- Live at St. Cyprian's
- Icon (John Wetton)-nel, 2005, Frontiers Records
- Icon Acoustic TV Broadcast (John Wetton-nel), 2006, Frontiers Records
- Icon Live – Never in a Million Years (John Wetton-nel), 2006, Frontiers Records
- Icon II: Rubicon (John Wetton-nel), 2006, Frontiers Records

### Yes
- Drama, 1980/újrakiadva, 2004
- Yesyears, 1991
- Yesstory, 1992
- Highlights: The Very Best of Yes, 1993
- In a Word: Yes (1969–), 2002
- Yes Remixes, 2003
- The Ultimate Yes: 35th Anniversary Collection, 2003/2004
- The Word is Live, 2005

### The Buggles
- The Age of Plastic, 1979
- Adventures in Modern Recording, 1981

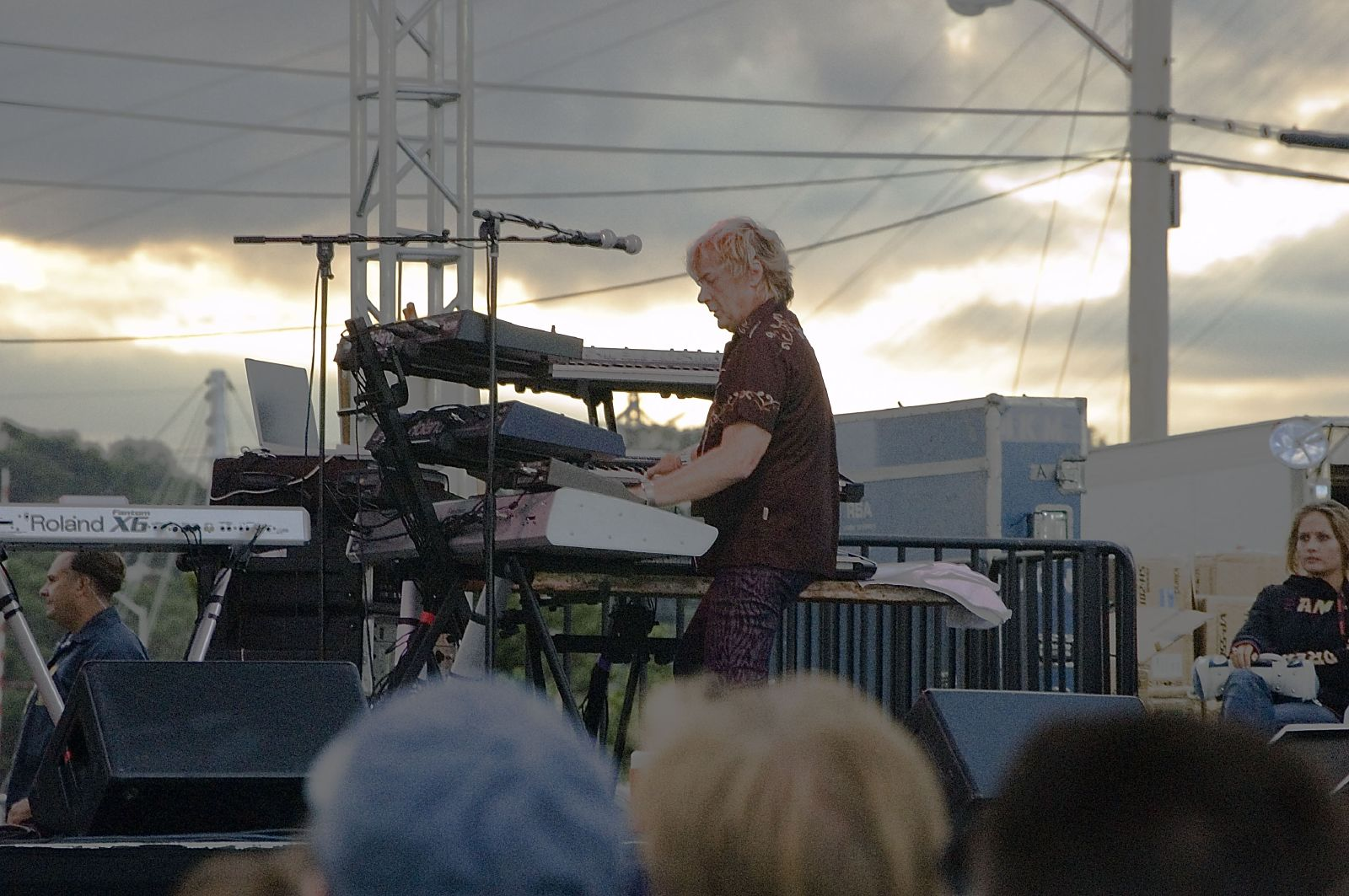
Geoff előadás közben

### Asia
- Heat of the Moment (kislemez)
- Only Time will Tell (kislemez)
- Sole Survivor (kislemez)
- Don't Cry (kislemez)
- The Smile has Left Your Eyes (kislemez)
- The Heat Goes on (kislemez)
- Asia, 1982
- Alpha, 1983
- Astra, 1985
- Then & Now, 1990
- Live Mockba 09-X1-90, 1991
- Aqua, 1992; Aqua Special Edition, 2005
- Who Will Stop the Rain (kislemez)
- Aria, 1994; Aria Special Edition, 2005
- Arena, 1996; Arena Special Edition, 2005
- Archiva 1, 1996
- Archiva 2, 1996
- Now – Live in Nottingham, 1997
- Live in Osaka, 1997
- Live in Philadelphia, 1997
- Anthology—The Best of Asia 1982–1997, 1997; Anthology Special Edition, 2005
- John Wetton—Geoff Downes—Asia—UK Compilation CD, 1997
- The Very Best of Asia: Heat of the Moment (1982–1990), 2000
- The Best of Asia Live, 2000?
- Aura, 2001
- Alive in Hallowed Halls, 2001
- Asia/Boston: Winning Combination, 2001
- Estoy Listo Para ir a Mi Casa, 2001 (kislemez)
- Alive in Hallowed Halls, 2001
- Live at Budokan, 2002
- Quadra, 2002
- Anthologia, 2002/Gold, 2005
- Armada 1, 2002
- Live Acoustic
- Live at the Town & Country
- Different Worlds
- Dragon Attack
- History of Asia, 2004?
- Live in Buffalo, 2004?
- Live in Hyogo, 2004?
- Different Worlds, 2004
- Silent Nation, 2004
- Long Way from Home, 2005 (kislemez)

### Középlemezek
- Heat Of The Moment 05 (John Wetton-nel), 2005

## Külső hivatkozások
- Geoff hivatalos weboldala
- Az újraegyesült Asia hivatalos oldala
- Geoff Downes-diszkográfia
- Asia a Classic Rock Centralban- 1983-as interjú John Wetton-nel, Geoff Downes-szal and Steve Howe-val